# Б'єртан (комуна)
Б'єртан (рум. Biertan) — комуна у повіті Сібіу в Румунії. До складу комуни входять такі села (дані про населення за 2002 рік):
- Б'єртан (1182 особи) — адміністративний центр комуни
- Копша-Маре (1021 особа)
- Рікіш (792 особи)

Комуна розташована на відстані 225 км на північний захід від Бухареста, 48 км на північний схід від Сібіу, 100 км на південний схід від Клуж-Напоки, 99 км на північний захід від Брашова.

## Населення
За даними перепису населення 2002 року у комуні проживали 2995 осіб.
Національний склад населення комуни:
| Національність | Кількість осіб | Відсоток |
| -------------- | -------------- | -------- |
| румуни         | 2054           | 68,6%    |
| цигани         | 666            | 22,2%    |
| німці          | 143            | 4,8%     |
| угорці         | 132            | 4,4%     |

Рідною мовою назвали:
| Мова      | Кількість осіб | Відсоток |
| --------- | -------------- | -------- |
| румунська | 2726           | 91,0%    |
| німецька  | 126            | 4,2%     |
| угорська  | 99             | 3,3%     |
| циганська | 44             | 1,5%     |

Склад населення комуни за віросповіданням:
| Релігія                                       | Кількість осіб | Відсоток |
| --------------------------------------------- | -------------- | -------- |
| православні                                   | 2436           | 81,3%    |
| греко-католики                                | 165            | 5,5%     |
| п'ятдесятники                                 | 110            | 3,7%     |
| реформати                                     | 102            | 3,4%     |
| лютерани (Синодально-пресвітеріанська церква) | 94             | 3,1%     |
| лютерани (Аугсбурзького сповідання)           | 36             | 1,2%     |
| адвентисти                                    | 18             | 0,6%     |
| римо-католики                                 | 14             | 0,5%     |
| баптисти                                      | 9              | 0,3%     |
| бретрени                                      | 4              | 0,1%     |
| лютерани                                      | 2              | 0,1%     |
| унітарії                                      | 1              | < 0,1%   |
| не вказали релігію                            | 4              | 0,1%     |